# Stanislas Lemoyne d'Aubermesnil
Stanislas Jules Lemoyne d'Aubermesnil est un homme politique français né le 6 juin 1792 à Dieppe (Seine-Inférieure) et décédé le 14 juillet 1855 à Aubermesnil (Seine-Inférieure).

## Biographie
Substitut à Dieppe et à Rouen, puis procureur du roi à Rouen sous la Restauration, il démissionne en 1830 et s'occupe de la gestion de ses domaines. Conseiller général du canton d'Offranville, il est député de la Seine-Inférieure de 1849 à 1851, siégeant à droite.

## Sources
- « Stanislas Lemoyne d'Aubermesnil », dans Adolphe Robert et Gaston Cougny, Dictionnaire des parlementaires français, Edgar Bourloton, 1889-1891 [détail de l’édition]